# 水の中のAnswer
「水の中のAnswer」（みずのなかのアンサー）は、日本のシンガーソングライターである杉山清貴の楽曲。自身が出演したダイドードリンコ「ダイドージョニアンコーヒー」のCMソングとしてオンエアされ、1987年5月27日にVAPのEmbarkレーベルから3枚目のシングルとしてリリースされた。
表題曲はオリジナル・アルバムには未収録であり、ベスト・アルバム『summer selections』（1990年）にてアルバム初収録となった。

## リリース
1987年5月27日にVAPのEmbarkレーベルから7インチレコードとCT、1988年2月21日に8cmCDとしてリリースされた。

## チャート成績
杉山清貴&オメガトライブ時代から通じて初となるオリコンチャート1位を獲得した。

## 収録曲
| 全作曲: 杉山清貴。 |                    |           |            |          |      |
| #                  | タイトル           | 作詞      | 作曲・編曲 | 編曲     | 時間 |
| 1.                 | 「水の中のAnswer」 | 売野雅勇  | 杉山清貴   | 松下誠   | 4:09 |
| 2.                 | 「IN THE VISION」  | 乃未紫煙  | 杉山清貴   | 志熊研三 | 4:37 |
| 合計時間:          | 合計時間:          | 合計時間: | 合計時間:  | 8:46     |      |

| 全作曲: 杉山清貴。 |                                          |           |            |        |      |
| #                  | タイトル                                 | 作詞      | 作曲・編曲 | 編曲   | 時間 |
| 1.                 | 「水の中のAnswer」                       | 売野雅勇  | 杉山清貴   | 松下誠 | 4:09 |
| 2.                 | 「水の中のAnswer」(オリジナル・カラオケ) |           | 杉山清貴   |        | 4:09 |
| 合計時間:          | 合計時間:                                | 合計時間: | 合計時間:  | 8:18   |      |

| 全作曲: 杉山清貴。 |                                         |           |            |          |      |
| #                  | タイトル                                | 作詞      | 作曲・編曲 | 編曲     | 時間 |
| 1.                 | 「IN THE VISION」                       | 乃未紫煙  | 杉山清貴   | 志熊研三 | 4:37 |
| 2.                 | 「IN THE VISION」(オリジナル・カラオケ) |           | 杉山清貴   |          | 4:37 |
| 合計時間:          | 合計時間:                               | 合計時間: | 合計時間:  | 9:14     |      |

## リリース履歴
| No. | 日付          | レーベル     | 規格            | 規格品番 | 備考         |
| --- | ------------- | ------------ | --------------- | -------- | ------------ |
| 1   | 1987年5月27日 | VAP / Embark | 7インチレコード | 10267-07 |              |
| 1   | 1987年5月27日 | VAP / Embark | CT              | 40267-10 |              |
| 2   | 1988年2月21日 | VAP / Embark | 8cmCD           | 20015-10 | 再リリース盤 |

## タイアップ
| # | 曲名               | タイアップ                                | 出典 |
| - | ------------------ | ----------------------------------------- | ---- |
| 1 | 「水の中のAnswer」 | ダイドージョニアンコーヒー イメージソング |      |